# جوزيف هاثورن
جوزيف هاثورن (بالإنجليزية: Joseph Hawthorne)‏ هو عازف كمان وضابط أمريكي، ولد في 1908، وتوفي في 20 مارس 1994.